# Gorgythion
Dans la mythologie grecque, Gorgythion (en grec ancien Γοργυθίων / Gorgythíôn) est, selon Homère, l’un des fils de Priam et de Castanire (princesse de Æsymé, une ville de thrace). Il participe à la guerre de Troie où Teucros le tue d’une flèche.

## Sources
- Homère, Iliade [détail des éditions] [lire en ligne], VIII, 302-305.
- Pseudo-Apollodore, Bibliothèque [détail des éditions] [lire en ligne], III, 12, 5.
- Hygin, Fables [détail des éditions] [(la) lire en ligne], XC.